# Вірменська криниця
Вірменська криниця (також Вірменський колодязь, або Міська криниця) — пам'ятка архітектури в місті Кам'янець-Подільський, розташована в центрі Старого міста поруч з Міською ратушею. Криниця, підземна частина пам'ятки, як вважається, була вибита у суцільній скелі місцевими вірменами у 1638 році. Згодом над криницею було зведено восьмигранний павільйон в стилі бароко. Нині споруда є об'єктом Кам'янець-Подільського державного історичного музею-заповідника і має статус пам'ятки національного значення.

## Історія
Вірмени почали селитися в Кам'янці у XI столітті, а у XVII столітті тут вже проживало 1200 вірменських сімей. Відомо, що вірменська громада брала участь у міських справах, зокрема, для поліпшення санітарного стану міста виділяла кошти для будівництва каналів для стоку води, бруківок. За легендою, на початку XVII століття заможний вірменський купець Нарсес (Нарзес) пожертвував велику суму грошей на будівництво у Кам'янці водогону. Однак водогін не було прокладено, в більша частина грошей зникла. Король Владислав IV Ваза у 1638 році на Варшавському сеймі дав розпорядження «зобов'язати кам'янецьких вірмен виконати волю пожертвувателя». Припускають, що Вірменський колодязь вирубано у скелі вірменами за цим розпорядженням короля. У 1672 році комендант міста Ян де Вітте звів над криницею кам'яний павільйон у стилі пізнього бароко.
Будівництво криниці було надзвичайно важкою справою, оскільки все Старе місто складається із суцільного каменю. Проте на кінець XVII століття вона вже була вибита глибиною в 40 метрів та діаметром в 3 метри. Вода у криниці виявилася непридатною для вживання (солі, що вимиваються із скелі, роблять її дуже гіркою), за історичним джерелами воду з криниці час від часу використовували для інших потреб.
Під час Другої світової війни надбудова криниці сильно постраждала. У 1956 році пам'ятку реставрували, тоді її дах набув трохи складнішої форми, двоярусної.
Вірменську криницю довгий час використовували як міський склад, а у 1960-ті роки пам'ятка була складом кінопрокату. Нині приміщення використовується як виставкова зала музею. Наприклад, 2 жовтня 2009 року в рамках фестивалю «Terra Heroica», що проходив у місті, у Вірменській криниці відбулося відкриття художньої виставки Юрія Химича під назвою «Зі скарбниці Юрія Химича». З 2011 року тут розміщується фотовиставка «Поділля в 3-D».

## Архітектура
Вірменська криниця являє собою невисокий бароковий павільйон, в якій є колодязь шириною 5 і глибиною понад 30 метрів, прорубаний в суцільній скелі. Павільйон восьмикутний у плані, має розміри 12×12 метрів і загальну висоту 14 метрів. Муровані восьмиметрові стіни споруди прикрашені пілястрами. Зі східного боку розташовані вхідні двері, а з інших боків — три круглих вікна діаметром близько 1 метра, облямовані кам'яними наличниками. Невисоке шатрове завершення споруди має ґонтове покриття.

## Назва
Деякі дослідники вважають, що вживання назви «Вірменська криниця» є науково не обґрунтованим. Такої точки зору дотримувався краєзнавець Микола Петров, який посилаючись на традицію європейських міст XII–XV століть, запропонував називати пам'ятку «Міська криниця». В плані міста за 1773 рік також зустрічається назва — Міська криниця (Studnia Miejska).

## Цікаві факти
В місцевому архіві віднайдені матеріали про дослідження криниці в березні 1889 року, що відбувалось під керівництвом міського архітектора Мойсея Йосиповича Баллога. По закінченні робіт з очищення криниці від мулу та бруду, що тривали 12 днів, на дні знайшли майже сотню старих бомб. Також виявилося, що дно колодязя являє собою суцільну гладку плиту без жодних отворів, а вода поступає з великої кількість щілин у стінах, які майже непомітні. Під час досліджень був проведений хімічний аналіз води у криниці, який виявив, що у ній твердих решток у 15 разів, хлористих солей — у 35 разів, сірчанокислих солей — у 5 разів, фосфорнокислих солей у 4,5 рази більше, ніж у воді Гунських криниць на Новому плані.